# Snillfjorden
Snillfjorden er en fjordarm af Hemnfjorden i Heim og  Orkland (til 2020 Snillfjord) kommuner i Trøndelag fylke i Norge. Fjorden har indløb mellem Hafsno i nord og Forrahammaren i syd og går 14 kilometer mod øst til byen og kommunecenteret Krokstadøra i bunden af fjorden.
Bygden Ytre Snillfjord ligger på sydsiden  næsten  yderst i fjorden. Bebyggelsen Skorilla ligger lidt længere mod øst, og her ender vejen. Hele nordsiden af fjorden, og sydsiden  fra Skorilla har ingen vej. Der ligger enkelte isolerede gårde på nordsiden.